# 2009年香港H1N1流感大流行政府反應
2009年，香港在各區出現甲型H1N1流感大流行，香港政府有就流感大流行以行動回應防備。

## 確診個案出現前
自2009年3月墨西哥流感爆發，政府參考對抗參考2003年沙士經驗，制定一系列的應對措施。
政府成立大流感應變督導委員會，由食物及衞生局、食環署、衛生署及醫管局等部門組成，負責統籌應對流感的問題，及與附近地區，包括澳門及廣東省溝通，並於應變級別嚴重提升至緊急時，由特首曾蔭權親自領導督導委員會。
委員會宣佈了多項措施，包括：
1. 徵用康文署轄下的麥理浩夫人度假村及鯉魚門度假村作為隔離中心[2]。
2. 指定瑪嘉烈醫院為首二十名確診患者的傳染病隔離中心，院內有4個月的藥物及醫療設備存貨[3]。

衛生防護中心於2009年4月30日起，設立二十四小時熱線，給曾經前往甲型H1N1流感疫情的地區，返回香港後七天內出現流感徵狀的人士查詢。
政府於2009年5月推行全城清潔大行動，以改善社區公共衛生情況、同時向市民發出強烈勸喻，勸喻市民如非必要切勿到受疫症影響地區，尤其是墨西哥。
香港會在各出入境管制站加強對旅客的健康檢查，辨別有發燒和呼吸道感染症狀，要求入境人士填寫健康申報表，又會要求機組人員呈報機上懷疑個案。一旦有旅客出現發燒等流感病徵，會將旅客送院隔離治療。

## 確診個案出現後

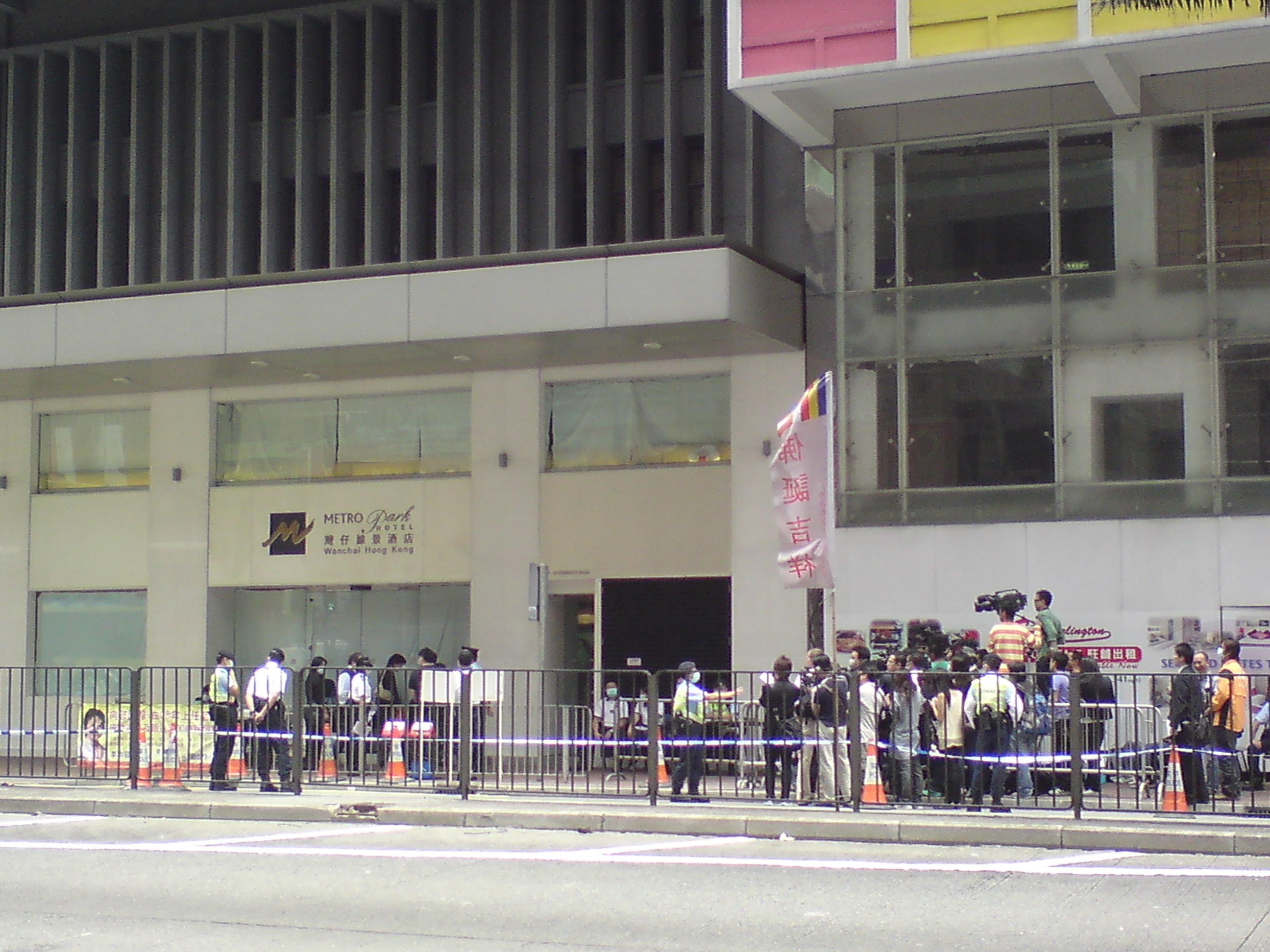
封鎖中的香港灣仔維景酒店

2009年5月1日確診本地首宗個案後，警方及衛生署人員已即時封鎖患病者所居住的香港灣仔維景酒店，酒店內的旅客亦隔離觀察七天，政府決定將流感戒備狀態由嚴重提升至最高的緊急。
鯉魚門公園及度假村及麥理浩夫人度假村將會作為疫症隔離中心，為配合此措施，該兩個度假村於5月1日晚清空。

### 尋找的士司機
兩名曾接載第一名確診患者的的士司機於失蹤三天後分別被尋回並隔離。

### 停課
政府指，一旦出現無法追蹤源頭的甲型H1N1流感本地個案，幼稚園、小學及學前教育將停課。

受個案十三影響，匯基書院(東九龍)停課由5月28日起計十四天。
另外，受一個於6月10日的未公佈個案影響，聖保祿學校將會由6月11日起停課。

鑑於聖保祿學校再有十多名學生證實感染甲型H1N1流感，全港小學、幼稚園及學前教育停課14天。但疫情不斷發展，政府於6月23日宣佈全港小學、幼稚園、幼兒園及學前教育這個學期都不會復課。（即新學年9月1日才復課）

### 衞生署服務
衛生署因應本港出現甲型H1N1流感個案，暫停了學童及幼兒的部份服務，該署表示，那些服務將於6月29日恢復。

### 入院制度
在6月29日之前，所有甲型H1N1流感確診者都須入院5至6日，但隨着個案增多，醫院無法負擔，由6月29日起，會有以下變更：
- 一般患者無需入院，也無需服用特敏福。
- 兩歲以下幼童或懷孕婦女需要入院，但無需服用特敏福。
- 高危人士必須入院及服用特敏福。

## 外部連結

### 衛生防護中心
- 衞生防護中心（页面存档备份，存于）網頁
- 衞生防護中心 - 流感大流行應變計劃